# Nothing to Worry About
"Nothing to Worry About" es el primer sencillo de Peter Bjorn and John perteneciente al álbum Living Thing. El vídeo musical también fue lanzado en el 2009. La canción apareció en un episodio de la temporada cinco de la serie de MTV The Hills, llamado "Crazy In Love". La canción también apareció en comerciales de la quinta temporada de It's Always Sunny in Philadelphia, y en el juego de EA Sports, FIFA 10. Un remix de la canción fue también usado en la promo de la temporada cinco de la serie de TV Bones.